# Бобр (посёлок)
Бобр (бел. Бобр) — посёлок в Крупском районе Минской области Республики Беларусь. Входит в состав Бобрского сельсовета.
В посёлке имеется одноимённая железнодорожная станция, открытая в 1891 году.

## География
Расположен менее чем в километре к югу от одноимённого городского посёлка. 

## История
Посёлок Бобр появился в 1920-е годы.

## Население
На 1 января 2022 года численность хозяйств – 147, населения – 316 человек.